# Perforación en altamar

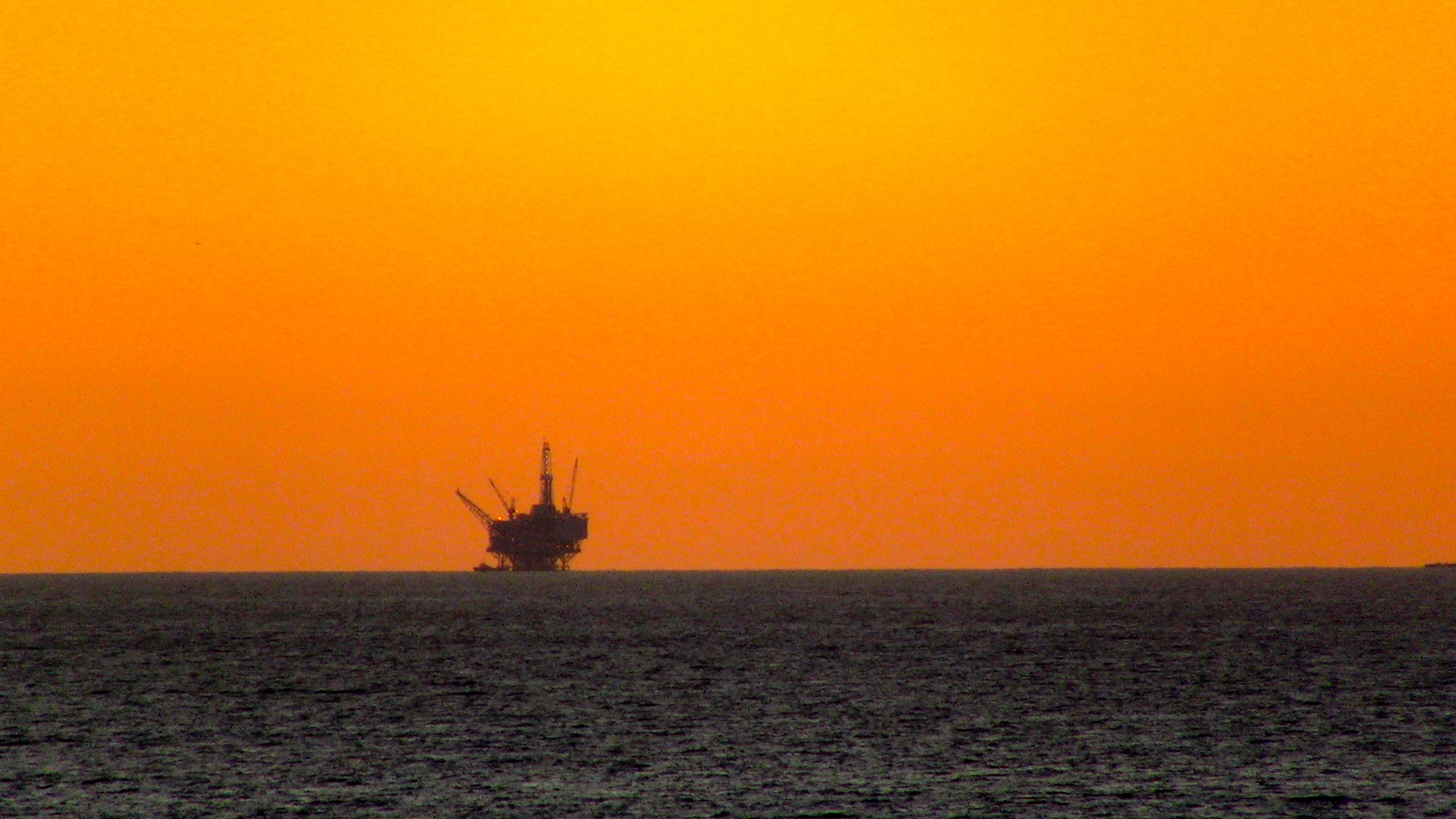
Una plataforma de perforación petrolera frente a la costa de Santa Bárbara, CA - 6 de diciembre de 2011

La perforación en alta mar es un proceso mecánico en el que se perfora un pozo debajo del lecho marino. Por lo general, se lleva a cabo para explorar y posteriormente extraer petróleo que se encuentra en formaciones rocosas debajo del lecho marino. Más comúnmente, el término se usa para describir las actividades de perforación en la plataforma continental, aunque el término también se puede aplicar a la perforación en lagos, aguas costeras y mares interiores.
La perforación en alta mar presenta desafíos ambientales, tanto en alta mar como en tierra, debido a los hidrocarburos producidos y los materiales utilizados durante la operación de perforación. Las controversias incluyen, por ejemplo, el debate actual sobre perforaciones en alta mar en Estados Unidos.
Hay muchos tipos diferentes de instalaciones desde las que se llevan a cabo las operaciones de perforación en alta mar. Estos incluyen plataformas de perforación de fondo (barcazas autoelevadoras y barcazas de pantano), instalaciones combinadas de perforación y producción, ya sea plataformas flotantes o de fondo, y unidades móviles de perforación en alta mar (MODU en inglés) en aguas profundas, incluidos semisumergibles y buques de perforación. Estos son capaces de operar en profundidades de agua de hasta 3000 metros (9842,5 pies). En aguas menos profundas, las unidades móviles están ancladas al lecho marino, pero en aguas más profundas (más de 1500 metros (4921,3 pies) los semisumergibles o buques de perforación se mantienen en la ubicación de perforación requerida mediante el posicionamiento dinámico.

## Historia
Alrededor de 1891, los primeros pozos de petróleo sumergidos se perforaron desde plataformas construidas sobre pilotes en las aguas dulces del Grand Lake St. Marys en Ohio. Los pozos fueron desarrollados por pequeñas empresas locales como Bryson, Riley Oil, German-American y Banker's Oil.
Alrededor de 1896, se perforaron los primeros pozos de petróleo sumergidos en agua salada en la parte del campo Summerland que se extiende debajo del Canal de Santa Bárbara en California. Los pozos se perforaron desde muelles que se extendían desde la tierra hacia el canal.
Otras actividades de perforación sumergidas tempranas notables ocurrieron en el lado canadiense del lago Erie en la década de 1900 y en el lago Caddo en Luisiana en la década de 1910. Poco tiempo después, se perforaron pozos en zonas de mareas a lo largo de la costa del golfo de Texas y Luisiana. El campo petrolífero de Goose Creek cerca de Baytown, Texas, es un ejemplo. En la década de 1920, las actividades de perforación se realizaron desde plataformas de concreto en el lago de Maracaibo en Venezuela.
Uno de los pozos submarinos más antiguos es el pozo Bibi Eibat, que entró en funcionamiento en 1923 en Azerbaiyán.  El pozo estaba ubicado en una isla artificial en una porción poco profunda del Mar Caspio. A principios de la década de 1930, Texas Co., más tarde Texaco (ahora Chevron) desarrolló las primeras barcazas de acero móviles para perforar en las zonas costeras salobres del Golfo de México.
En 1937, Pure Oil (ahora Chevron) y su socio Superior Oil (ahora ExxonMobil) utilizaron una plataforma fija para desarrollar un campo de 1 milla (1,6 km) frente a la costa de Calcasieu Parish, Luisiana en 14 pies (4,3 m) de agua.
En 1938, Humble Oil construyó un caballete de madera de una milla de largo con vías de ferrocarril en el mar en McFadden Beach en el Golfo de México, colocando una torre de perforación en su extremo, que luego fue destruida por un huracán.
En 1945, la preocupación por el control estadounidense de sus reservas de petróleo en alta mar hizo que el presidente Harry Truman emitiera una Orden Ejecutiva que extendía unilateralmente el territorio estadounidense hasta el borde de su plataforma continental, una ley que efectivamente puso fin al régimen de "libertad de los mares " del límite de 3 millas..
En 1946, Magnolia Petroleum (ahora ExxonMobil) perforó un sitio de 18 millas (29,0 km) frente a la costa, erigiendo una plataforma en 18 pies (5,5 m) de agua frente a la parroquia St. Mary, Luisiana.
A principios de 1947, Superior Oil erigió una plataforma de perforación y producción en 20 pies (6,1 m) de agua a unas 18 millas (29,0 km) frente a Vermilion Parish, Luisiana. Pero fue Kerr-McGee Oil Industries (ahora Occidental Petroleum), como operador de los socios Phillips Petroleum (ConocoPhillips) y Stanolind Oil & Gas (BP), quien completó su histórico pozo Ship Shoal Block 32 en octubre de 1947, meses antes de que Superior descubriera un yacimiento desde su plataforma Vermilion más lejos de la costa. En cualquier caso, eso convirtió al pozo de Kerr-McGee en el primer descubrimiento de petróleo perforado fuera de la vista de la tierra.
Cuando la perforación en alta mar se trasladó a aguas más profundas de hasta 30 metros (98,4 pies), se construyeron equipos de plataforma fija, hasta que se necesitó una demanda de equipos de 100 pies (30,5 m) hasta 120 metros (393,7 pies) profundidad del Golfo de México, las primeras plataformas autoelevadoras comenzaron a aparecer de contratistas especializados en perforación costa afuera, como los precursores de ENSCO International.
El primer semisumergible resultó de una observación inesperada en 1961. Blue Water Drilling Company era propietaria y operaba la plataforma sumergible de cuatro columnas Blue Water N ° 1 en el Golfo de México para Shell Oil Company. Como los pontones no eran lo suficientemente flotantes para soportar el peso de la plataforma y sus consumibles, se remolcó entre ubicaciones en un calado a mitad de camino entre la parte superior de los pontones y la parte inferior de la cubierta. Se notó que los movimientos en este calado eran muy pequeños, y Blue Water Drilling y Shell decidieron conjuntamente intentar operar el equipo en modo flotante. El concepto de una plataforma de aguas profundas flotante estable y anclada había sido diseñado y probado en la década de 1920 por Edward Robert Armstrong con el propósito de operar aviones con un invento conocido como el 'seadrome'. El primer Ocean Driller semisumergible de perforación especialmente diseñado se lanzó en 1963. Desde entonces, muchos semisumergibles se han diseñado específicamente para la industria de perforación de flotas marinas móviles.
El primer buque de perforación en alta mar fue el CUSS 1 desarrollado para el proyecto Mohole para perforar la corteza terrestre.
En junio de 2010, había más de 620 plataformas de perforación marinas móviles (Plataforma elevada, semisubs, buques de perforación, barcazas) disponibles para el servicio en la flota de plataformas competitiva.
Uno de los ejes más profundos del mundo es actualmente el Perdido en el Golfo de México, flotando en 2.438 metros de agua. Es operado por Royal Dutch Shell y fue construido a un costo de $ 3 mil millones. La plataforma operativa más profunda es la Petrobras America Cascade FPSO en el campo Walker Ridge 249 en 2.600 metros de agua.

## Principales campos de perforación
Los campos de perforación más notables incluyen:
- El mar del norte
- El Golfo de México (costa afuera de Texas, Luisiana, Mississippi y Alabama)
- California (en la Cuenca de Los Ángeles y el Canal de Santa Bárbara, parte de la Cuenca de Ventura)
- El Mar Caspio (en particular, algunos campos importantes en alta mar de Azerbaiyán)
- Las cuencas de Santos y Campos frente a las costas de Brasil
- Terranova y Nueva Escocia (Atlántico de Canadá)
- Varios campos frente a África occidental, más notablemente al oeste de Nigeria y Angola
- Campos costa afuera en el sudeste asiático y Sakhalin, Rusia
- Los principales campos de petróleo en alta mar se encuentran en el Golfo Pérsico, como Safaniya, Manifa y Marjan, que pertenecen a Arabia Saudita y son desarrollados por Saudi Aramco.[15]
- Campos en India (Mumbai High, KG Basin-East Coast Of India, Tapti Field, Guyarat, India)
- la cuenca de Taranaki en Nueva Zelanda
- El Mar de Kara al norte de Siberia[16]
- El Océano Ártico frente a las costas de Alaska y los Territorios[17]

## Desafíos
La producción de petróleo y gas en alta mar es más desafiante que las instalaciones en tierra debido al entorno remoto y más hostil. Gran parte de la innovación en el sector del petróleo en alta mar tiene que ver con la superación de estos desafíos, incluida la necesidad de proporcionar instalaciones de producción muy grandes. Las instalaciones de producción y perforación pueden ser muy grandes y una gran inversión, como la Troll A Platform que se encuentra a una profundidad de 300 metros.
Otro tipo de plataforma en altamar puede flotar con un sistema de amarre para mantenerla en el lugar. Si bien un sistema flotante puede tener un costo menor en aguas más profundas que una plataforma fija, la naturaleza dinámica de las plataformas presenta muchos desafíos para las instalaciones de perforación y producción.
El océano puede agregar varios miles de metros o más a la columna de fluido. La adición aumenta la densidad de circulación equivalente y las presiones de fondo de pozo en los pozos de perforación, así como la energía necesaria para levantar los fluidos producidos para su separación en la plataforma.
La tendencia hoy en día es llevar a cabo más de las operaciones de producción submarina, al separar el agua del aceite y volver a inyectarla en lugar de bombearla a una plataforma, o al fluir a tierra firme, sin instalaciones visibles por encima del mar. Las instalaciones submarinas ayudan a explotar los recursos en aguas cada vez más profundas, lugares que habían sido inaccesibles, y superan los desafíos planteados por el hielo marino, como en el Mar de Barents. Uno de esos desafíos en entornos menos profundos es la excavación del lecho marino por las características del hielo a la deriva (los medios para proteger las instalaciones en alta mar contra la acción del hielo incluyen el entierro en el lecho marino).
Las instalaciones tripuladas en alta mar también presentan desafíos logísticos y de recursos humanos. Una plataforma petrolera en alta mar es una pequeña comunidad en sí misma con cafetería, dormitorios, administración y otras funciones de apoyo. En el Mar del Norte, los miembros del personal son transportados en helicóptero durante un turno de dos semanas. Por lo general, reciben un salario más alto que los trabajadores en tierra. Los suministros y los desechos se transportan por barco, y las entregas de suministros deben planificarse cuidadosamente porque el espacio de almacenamiento en la plataforma es limitado. Hoy en día, se hace un gran esfuerzo para reubicar a la mayor cantidad posible de personal en tierra, donde la administración y los expertos técnicos están en contacto con la plataforma por videoconferencia. Un trabajo en tierra también es más atractivo para la fuerza laboral que envejece en la industria del petróleo, al menos en el mundo occidental. Estos esfuerzos entre otros están contenidos en el término establecido Integración de Operaciones. El mayor uso de instalaciones submarinas ayuda a lograr el objetivo de mantener más trabajadores en tierra. Las instalaciones submarinas también son más fáciles de expandir, con nuevos separadores o módulos diferentes para diferentes tipos de aceite, y no están limitadas por el espacio de piso fijo de una instalación sobre el agua.

## Efectos sobre el medio ambiente
La producción de petróleo en alta mar implica riesgos ambientales, en particular los derrames de petróleo de los barcos petroleros u oleoductos que transportan petróleo desde la plataforma a las instalaciones en tierra, y de fugas y accidentes en la plataforma. También se genera, que es el agua que se trae a la superficie junto con el petróleo y el gas; suele ser muy salino y puede incluir hidrocarburos disueltos o no separados.